# Louis Nicolas Marin Leclerc des Essarts
Pour les articles homonymes, voir Leclerc.
Pour les autres membres de la famille, voir Famille Leclerc (Pontoise).
Louis Nicolas Marin Leclerc des Essarts, né le 25 avril 1770 à Pontoise (Val-d'Oise) mort le 18 mai 1820 à Paris, est un général français de la Révolution et de l’Empire.
Il est le frère du général Victor Emmanuel Leclerc.

## Biographie

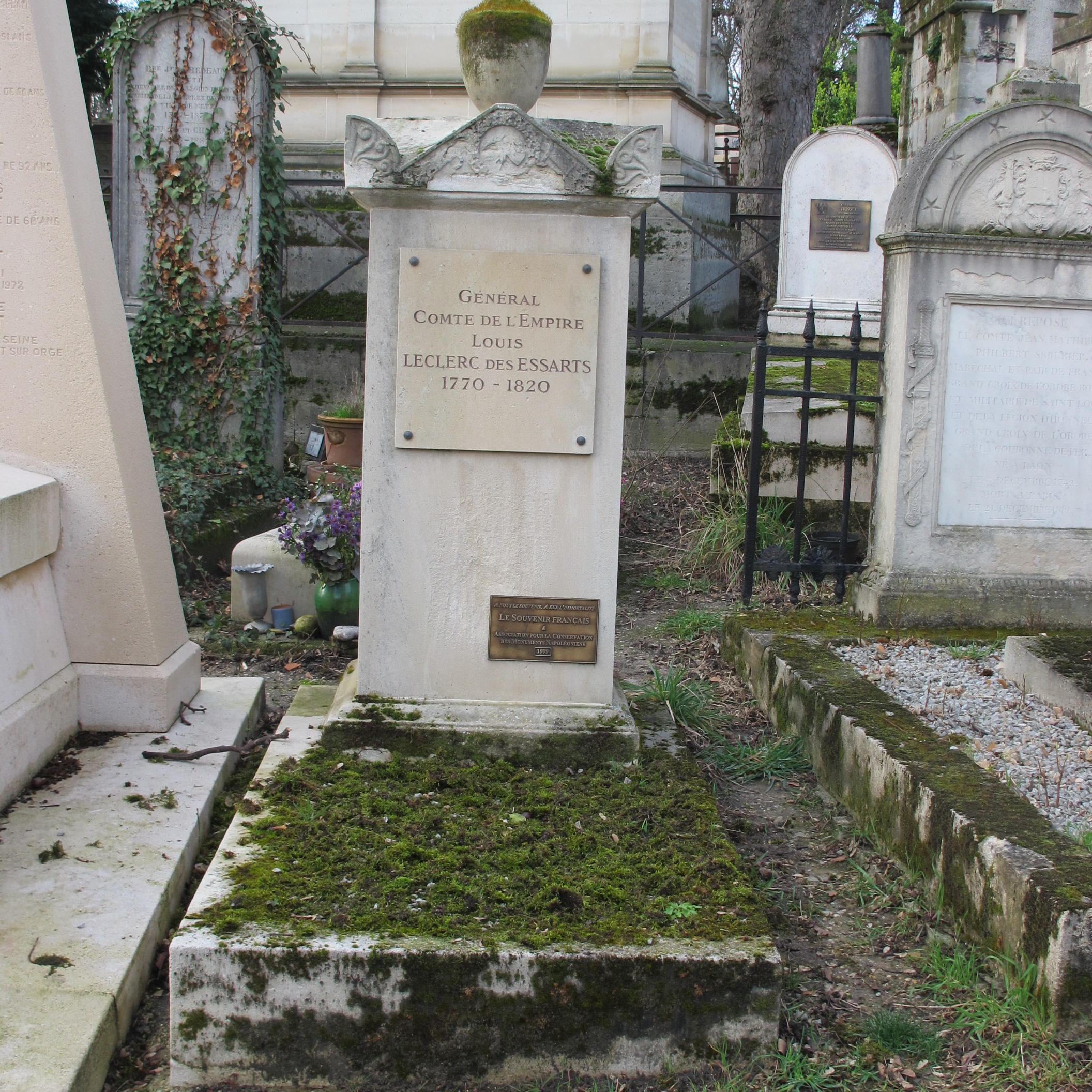
Sépulture du général Louis Leclerc des Essarts au cimetière du Père-Lachaise à Paris (division 39)

Volontaire en 1792 puis aide-de-camp du général Saboureux au camp de Meaux, il est nommé capitaine sur le champ de bataille au siège de Toulon, le 27 nivôse an II, passe le 26 germinal suivant adjoint à l'adjudant-général Leclerc à l'armée de la Moselle, et combat en cette qualité à Fleurus le 8 messidor de la même année (26 juin 1794).
Destitué le 8 fructidor an IV (25 août 1796), il obtient la confirmation de son grade de capitaine au 6e régiment de hussards le 12 fructidor an VII (29 août 1799), il est nommé adjoint à l'état-major général de l'armée du Rhin le 4 nivôse an VII (24 décembre 1798), et il se distingue à Mœskirch et à Biberach les 15 et 19 floréal de la même année (5 et 6 mai 1799).
Aide-de-camp du général Leclerc (son frère) le 12 frimaire an IX (3 décembre 1800), il mérite par sa conduite à l'armée de Saint-Domingue, d'être élevé le 18 pluviôse an X (6 février 1802) au grade de chef de bataillon, grade qu'il a refusé trois années auparavant à l'armée du Rhin, et dans lequel il est confirmé le 29 prairial. Promu adjudant-commandant le 9 fructidor an XI (26 août 1803), il reçoit un ordre de service pour le camp de Bruges le 12 du même mois, et il est compris comme officier de la Légion d'honneur dans la promotion du 25 prairial an XII (14 juin 1804).
Il sert au 3e corps de la Grande Armée pendant les deux campagnes de l'an XIV, et celles de 1806 et 1807, en Autriche, en Prusse et en Pologne, il combat à Austerlitz et à Eylau, où il a trois chevaux tués sous lui. Il est élevé au grade de général de brigade le 29 septembre 1808, et il est employé le 12 octobre suivant à l'armée du Rhin, dernière campagne dans laquelle il se fait remarquer, notamment à Wagram, où il reçoit une blessure grave dans les reins et a un cheval tué sous lui.
Resté à l'armée d'Allemagne, par ordre de service du 13 juillet 1810, puis attaché le 1er novembre 1811 au corps d'observation de l'Elbe, et en 1812 en Russie, il a dans la retraite à Mojaïsk, où il commande l'arrière-garde, trois chevaux tués sous lui, et il est frappé au talon par un boulet.
Présent à l'ouverture de la campagne de 1813 en Saxe, affecté au 13e corps, il prend part au siège de Hambourg en 1814, il y commande les postes avancés tout le temps que dure le siège sans jamais rentrer dans la ville. Il revient en France à la paix, il obtient la croix de Saint-Louis le 26 octobre, et il est mis en non-activité le 1er septembre 1814.
Nommé le 26 mars 1815 membre de la commission chargée du placement des officiers en demi-solde, et promu lieutenant-général le 15 mai, il commande la première division des gardes nationales à Sainte-Menehould. Remis en non-activité le 1er août suivant, puis compris comme disponible dans le cadre d'organisation de l'état-major général le 30 décembre 1818. 
Il meurt à Paris le 18 mai 1820.
Il a épousé, le 16 octobre 1809 à Paris VIIIe, Alexandrine Suzanne Daumy  † 15 janvier 1862, veuve du général Jean Joseph Ange, comte d'Hautpoul (1754-1807), sans postérité.
Il repose à Paris, au cimetière du Père-Lachaise (division 39).

## Titres
- Donataire (revenus : 14 000 fr.) en Westphalie par décret du 17 mars 1808)[1] ;
- Baron Leclerc et de l'Empire (titre accordé par décret du 19 mars 1808 et lettres patentes du 27 novembre 1808, signées au Camp impérial d'Aranda de Duero) ;
- Comte Leclerc Desessarts et de l'Empire (titre accordé par décret du 15 août 1809 et lettres patentes du 9 décembre 1809, signées à Paris) ;

## Distinctions
- Légion d'honneur[2] :
  - Légionnaire le 15 pluviôse an XII (5 février 1804), puis,
  - Officier de la Légion d'honneur le 25 prairial an XII (14 juin 1804), puis,
  - Commandeur de la Légion d'honneur le 21 septembre 1809 ;
- Chevalier de Saint-Louis le 26 octobre 1814.

## Armoiries
| Image | Armoiries |
| ----- | --- |
|       | Armes du baron Leclerc et de l'Empire Écartelé, le premier d'azur à la pensée d'or en pointe aussi d'or et au soleil naissant en chef à dextre ; le deuxième des barons militaires ; le troisième d'argent à la tête de maure de sable, tortillée et colletée d'or ; le quatrième d'azur aux trois têtes de cheval d'argent posées deux et une., - Livrées : les couleurs de l'écu.       |
|       | Armes du comte Leclerc Desessarts et de l'Empire Écartelé au premier des comtes tirés de l'armée, au deuxième d'azur à la pensée d'or surmontée d'un soleil levant d'or. Cantonné à dextre en chef : au troisième d'argent à la tête de maure de sable tortillée et colletée d'or ; au quatrième d'azur à trois têtes de cheval d'argent deux et une., - Livrées : les couleurs de l'écu. |